# Gabriel Neves
Gabriel Neves Perdomo (* 11. August 1997 in Maldonado) ist ein uruguayischer Fußballspieler.

## Karriere

### Verein
Er startete seine Karriere bei Nacional Montevideo und ging hier zur Saison 2018 von der B- in die erste Mannschaft über. Seit August 2021 ist er bis Ende des Jahres 2022 an den brasilianischen Klub FC São Paulo verliehen.

### Nationalmannschaft
Sein Debüt in der Uruguayischen Nationalmannschaft hatte er am 13. November 2020 bei einem 3:0-Sieg über Kolumbien während der Qualifikation für die Weltmeisterschaft 2022. Hier wurde er in der 93. Minute für Rodrigo Bentancur eingewechselt.

## Erfolge
Nacional
- Primera División: 2019, 2020
- Supercopa Uruguaya: 2019

São Paulo
- Copa do Brasil: 2023